# Norabats
Norabats ou Norabac (en arménien Նորաբաց ; jusqu'en 1978 Yengija) est une communauté rurale du marz d'Ararat en Arménie. En 2008, elle compte 2 154 habitants.